# Gerhard Ebeling
Gerhard Ebeling (ur. 6 lipca 1912 w Berlinie, zm. 30 września 2001 w Zurychu) – niemiecki teolog ewangelicki.
Gerhard Ebeling studiował na Uniwersytecie w Marburgu pod kierunkiem Rudolfa Bultmanna i na Uniwersytecie w Zurychu pod kierunkiem Emila Brunnera. W okresie rządów nazistów był członkiem Kościoła Wyznającego. W latach 1956–1965 i 1968–1979 był profesorem teologii na Uniwersytecie w Zurychu.

## Publikacje
- Evangelische Evangelienauslegung. Eine Untersuchung zu Luthers Hermeneutik, 1942
- Das Wesen des christlichen Glaubens, 1959
- Wort und Glaube, 4 tomy, 1960-1995
- Wort Gottes und Tradition. Studien zu einer Hermeneutik der Konfessionen, 1964
- Luther. Einführung in sein Denken, 1964
- Lutherstudien, 3 tomy (w 5 woluminach), 1971-1989
- Einführung in theologische Sprachlehre, 1971
- Dogmatik des christlichen Glaubens, 3 tomy, 1979
- Predigten eines »Illegalen« aus den Jahren 1939-1945, 1995
- Luthers Seelsorge. Theologie in der Vielfalt der Lebenssituationen an seinen Briefen dargestellt, 1997